# Rhamdia
Rhamdia là một chi cá da trơn trong họ Heptapteridae.

## Các loài
- Rhamdia enfurnada Bichuette & Trajano, 2005.
- Rhamdia foina (Müller & Troschel, 1848).
- Rhamdia guasarensis Do Nascimiento, Provenzano & Lundberg, 2004.
- Rhamdia humilis (Günther, 1864).
- Rhamdia itacaiunas Silfvergrip, 1996.
- Rhamdia jequitinhonha Silfvergrip, 1996.
- Rhamdia laluchensis Weber, Allegrucci & Sbordoni, 2003.
- Rhamdia laticauda (Kner, 1857).
- Rhamdia laukidi Bleeker, 1858.
- Rhamdia macuspanensis Weber & Wilkens, 1998.
- Rhamdia muelleri (Günther, 1864).
- Rhamdia nicaraguensis (Günther, 1864).
- Rhamdia parryi Eigenmann & Eigenmann, 1888.
- Rhamdia poeyi Eigenmann & Eigenmann, 1888.
- Rhamdia quelen (Quoy & Gaimard, 1824).
- Rhamdia reddelli Miller, 1984.
- Rhamdia xetequepeque Silfvergrip, 1996.